# Daan Frenkel
Daan Frenkel (Amsterdam, 1948) è un fisico computazionale olandese, lavora presso il Dipartimento di Chimica dell'Università di Cambridge.

## Biografia
Frenkel ha ottenuto il dottorato di ricerca presso l'Università di Amsterdam nel 1977, con una tesi in chimica fisica sperimentale.
Frenkel ha lavorato come ricercatore post-doc presso il Dipartimento di Chimica e Biochimica dell'Università della California, Los Angeles (UCLA). Successivamente ha lavorato alla Shell e all'Università di Utrecht.
Tra il 1987 e il 2007, Frenkel ha svolto le sue ricerche presso l'Istituto per la fisica atomica e molecolare AMOLF di Amsterdam. Nello stesso periodo, è stato nominato professore nelle Università di Utrecht e Amsterdam. Dal 2007 è professore di chimica all'Università di Cambridge.  Dal 2011 al 2015 è stato direttore del Dipartimento di Chimica presso la stessa università.
Frenkel è co-autore, con Berend Smit, di Understanding Molecular Simulation, manuale di fisica computazionale in uso in tutto il mondo.
Nel 2000 è stato uno dei tre vincitori del Premio Spinoza olandese. Nel 2008 è stato nominato membro del Trinity College di Cambridge. È membro dell'Accademia reale delle arti e delle cienze dei Paesi Bassi dal 1998, dell'American Academy of Arts and Sciences dal 2008 e del TWAS dal 2012. È stato eletto membro straniero della Royal Society (ForMemRS) nel 2006. Nel 2016 è stato eletto socio straniero della National Academy of Sciences. Nel 2007 ha ricevuto il premio Aneesur Rahman dall'American Physical Society (APS) e il premio Berni J Alder della CECAM. Nel 2010 ha ricevuto il Soft Matter and Biophysical Chemistry Award dalla Royal Society of Chemistry.
Nel 2016 ha ricevuto la Medaglia Boltzmann. L'asteroide 12651 Frenkel, scoperto dagli astronomi durante il terzo rilevamento trojan Palomar – Leiden nel 1977, è stato intitolato a Daan Frenkel nel 2018.